# Jacques Guittet
Jacques Guittet, noto anche come Jack Guittet (Casablanca, 12 gennaio 1930 – Mignaloux-Beauvoir, 16 gennaio 2025), è stato uno schermidore francese, specializzato nella spada e nel fioretto.

## Biografia
Vinse una medaglia di bronzo nella spada a squadre, ai Giochi olimpici del 1964.
Guittet è morto nel 2025, all'età di 95 anni.